# توماس ساوی
توماس ساوی (استونیایی: Toomas Savi؛ زادهٔ ۳۰ دسامبر ۱۹۴۲) سیاستمدار اهل استونی است. وی از سال ۱۹۹۵ تا ۲۰۰۳ رئیس مجلس استونی بود.